# سرخیو پلیسر
سرخیو پلیسر (انگلیسی: Sergio Pellicer؛ زادهٔ ۹ سپتامبر ۱۹۷۳) بازیکن فوتبال اهل اسپانیا است.
از باشگاه‌هایی که در آن بازی کرده‌است می‌توان به باشگاه فوتبال مالاگا اشاره کرد.
وی همچنین در تیم ملی فوتبال زیر ۲۰ سال اسپانیا بازی کرده‌است.